# 성남시 중원구의 국회의원

## 행정구역 변천
- 1989년 5월 1일 경기도 성남시 중원구 설치
- 1991년 9월 1일 분당구 분구

## 성남시중원구의 역대 국회의원
| 대수   | 이름           | 소속정당       | 임기                               | 선거구역                  |
| ------ | -------------- | -------------- | ---------------------------------- | ------------------------- |
| 제14대 | 오세응(吳世應) | 민주자유당     | 1992년 5월 30일 - 1996년 5월 29일  | 성남시 중원구·분당구 일원 |
| 제15대 | 조성준(趙誠俊) | 새정치국민회의 | 1996년 5월 30일 - 2000년 5월 29일  | 성남시 중원구 일원        |
| 제16대 | 조성준(趙誠俊) | 새천년민주당   | 2000년 5월 30일 - 2004년 5월 29일  | 성남시 중원구 일원        |
| 제17대 | 이상락(李相樂) | 열린우리당     | 당선 무효                          | 성남시 중원구 일원        |
| 제17대 | 신상진(申相珍) | 한나라당       | 2005년 5월 1일 - 2008년 5월 29일   | 성남시 중원구 일원        |
| 제18대 | 신상진(申相珍) | 한나라당       | 2008년 5월 30일 - 2012년 5월 29일  | 성남시 중원구 일원        |
| 제19대 | 김미희(金美希) | 통합진보당     | 2012년 5월 30일 - 2014년 12월 19일 | 성남시 중원구 일원        |
| 제19대 | 신상진(申相珍) | 새누리당       | 2015년 4월 30일 - 2016년 5월 29일  | 성남시 중원구 일원        |
| 제20대 | 신상진(申相珍) | 새누리당       | 2016년 5월 30일 - 2020년 5월 29일  | 성남시 중원구 일원        |
| 제21대 | 윤영찬(尹永燦) | 더불어민주당   | 2020년 5월 30일 - 2024년 5월 29일  | 성남시 중원구 일원        |
| 제22대 | 이수진(李壽珍) | 더불어민주당   | 2024년 5월 30일 ~ 현재             | 성남시 중원구 일원        |

## 같이 보기
- 성남시 을
- 성남시 중원구·분당구
- 성남시 중원구 (선거구)
- 성남시의 국회의원(1989년 구제 실시 이전)
- 성남시 수정구의 국회의원
- 성남시 분당구의 국회의원